# Le Faouët (Costes del Nord)
Le Faouët (en bretó Ar Faoued) és un municipi francès, situat a la regió de Bretanya, al departament de Costes del Nord. L'any 1999 tenia 273 habitants.

## Demografia
| 1962                                       | 1968 | 1975 | 1982 | 1990 | 1999 |
| ------------------------------------------ | ---- | ---- | ---- | ---- | ---- |
| 437                                        | 450  | 346  | 319  | 250  | 273  |
| Des de 1962: població sense dobles comptes |      |      |      |      |      |

## Administració
| Període   | Identitat          | Partit |
| --------- | ------------------ | ------ |
| 2001-2008 | Hervé Mercier      |        |
| 2008-     | Marcelin Le Calvez |        |